# Venerin pojas
Venerin pojas (antisumrak) atmosferski je fenomen vidljiv malo prije izlaska sunca ili nakon zalaska sunca, tijekom građanskog sumraka. To je ružičasti sjaj koji okružuje promatrača, protežući se otprilike 10–20° iznad obzora.
Na neki način, Venerin pojas je zapravo alpski žar vidljiv blizu obzora tijekom sumraka. Poput alpskog žara, povratno zračenje crvene sunčeve svjetlosti također stvara Venerin pojas. Za razliku od alpskog žara, sunčeva svjetlost raspršena sitnim česticama koje uzrokuju rumeni luk pojasa sja visoko u atmosferi i traje neko vrijeme nakon zalaska sunca ili prije izlaska sunca.
Kako sumrak napreduje, luk je od horizonta odvojen tamnom trakom Zemljine sjene. Ružičasti sjaj je posljedica Rayleighovog raspršenja svjetlosti s izlazećeg ili zalazećeg Sunca, koje se potom raspršuje česticama. Sličan učinak može se vidjeti na "krvavom mjesecu" tijekom potpune pomrčine Mjeseca. Zodijačka svjetlost i protusjaj, koji su uzrokovani difuznim odbijanjem sunčeve svjetlosti od međuplanetarne prašine u Sunčevom sustavu, također su slične pojave.
Ime fenomena aludira na cestus, pojas starogrčke božice Afrodite, uobičajeno izjednačene s rimskom božicom Venerom. Budući da je najveća elongacija (kutna udaljenost Sunca i tijela Sunčevog sustava) Venere samo 45–48°, unutrašnji planet nikada se ne pojavljuje u suprotnosti od Sunčevog smjera (180° razlike u ekliptičkoj duljini) od Zemlje i stoga jse nikad ne nalazi u Venerinom pojasu.

## Vanjske poveznice
- NASA Astronomy Picture of the Day: The Belt of Venus over the Valley of the Moon (23. srpnja 2006.)
- NASA Astronomy Picture of the Day: The Belt of Venus Over Mercedes, Argentina (7. veljače 2012.)
- Zemljina sjena, Venerin pojas, viđen iznad Half Domea, NP Yosemite, prikazan u interaktivnoj panorami.  Arhivirana inačica izvorne stranice od 27. ožujka 2017. (Wayback Machine)